# العادل سيف الدين أحمد
هو الملك العادل سيف الدين أبو بكر أحمد بن أبي الشكر أيوب بن شاذي بن يعقوب بن مروان الدويني، ثم التكريتي، ثم الدمشقي، الملقب بـالملك العادل أبي بكر، (538 هـ-615 هـ / 1144م - 1219م)، شقيق الملك الناصر صلاح الدين الأيوبي وأحد ملوك الدولة الأيوبية.
كان صلاح الدين ينيب أخاه العادل في حال غيبته في الشام على مصر، ويستمده بالأموال والجند. كما ولاه حلب بين عامي 1183-1186، وبعد وفاة صلاح الدين (1193م) وتنازُع بنيه فيما بينهم، آل إليه حكم مصر عام 596هـ/1200م، ثم ضم حلب عام (598هـ)، فاليمن عام 612 هـ التي سير إليها ابنه الملك المسعود صلاح الدين. ثم قسّم ملكه بين أولاده، فأعطى الكامل مصر، وقسم الشام بين المعظم والأشرف، والأوحد ميافارقين وما جاورها.
توفي العادل في الشام بينما كان متوجهًا لصد حملة صليبية جديدة على سواحل الشام عام 615هـ/1219م.